# Міжнародний економіко-гуманітарний університет імені академіка Степана Дем'янчука
Міжнародний економіко-гуманітарний університет імені академіка Степана Дем'янчука (МЕГУ) — вищий навчальний заклад (заклад вищої освіти), що розташований в місті Рівне.

## Історія
Міжнародний економіко-гуманітарний університет імені академіка Степана Дем'янчука — перший приватний навчальний заклад в Західній Україні. Його формування розпочалося у 1993 році коли, відповідно до рішення Міжнародної педагогічної академії (МПА) розпочав свою діяльність Рівненський науково-консультаційний центр (філія МПА), що був зареєстрований Міністерством освіти України, як заклад з правом підготовки фахівців з вищою освітою.
У грудні 1994 р. заклад перейменовано на Рівненський економіко-гуманітарний інститут (РЕГІ), який отримав ліцензію на здійснення освітньої діяльності у сфері вищої школи.
У червні 1998 р. було вручено дипломи першим 407 випускникам інституту. Диплом №1 з відзнакою отримала педагог Наталія Чепелюк.
29 квітня 1999 р. з ініціативи засновника вишу, академіка Степана Якимовича Дем'янчука в університеті відкрито перший в Україні Музей миру.
У 2001 р. інститут перейменовується в «Міжнародний університет „РЕГІ“ імені академіка Степана Дем'янчука».
21 травня 2001 р. МУ «РЕГІ», одним із перших у західному регіоні вищих навчальних закладів недержавної форми власності, акредитовано за третім освітньо-кваліфікаційним рівнем.
У 2004 р. заклад отримав нинішню назву — Міжнародний економіко-гуманітарний університет імені академіка Степана Дем'янчука. Того ж року МЕГУ включено до Державного реєстру ВНЗ України.
- 10 березня 2011 року університет акредитовано за четвертим освітньо-кваліфікаційним рівнем.
- 2013 році університет отримав срібну медаль на Всеукраїнському конкурсі у номінації “Освітні послуги”;
- 2017 році університет нагороджено золотою медаллю “Сучасні заклади освіти 2017”;.
- 2019 році університет бере участь у реалізації міжнародного грантового проекту DESTIN.
Нині в МЕГУ функціонує дев'ять факультетів: Географії, історії та туризму; Економічний; Європейської освіти; Журналістики; Здоров'я, фізичної культури і спорту; Історико-філологічний; Кібернетики; Педагогічний; Юридичний. Університет має п'ять власних сучасних навчальних корпусів, найбільший у регіоні спортивно-оздоровчий комплекс імені В. І, Завацького з басейном та тренажерним залом, власні гуртожитки, комп'ютерні класи, з об'єднаними у локальну мережу і підключеними до Інтернету комп'ютерами, видавничий центр, бібліотеку з електронним каталогом тощо. У нашому закладі функціонують творчі та наукові гуртки, студентський театр, команда КВН, танцювальні та естрадні колективи. Ми гордимося нашими спортсменами — переможцями та призерами Олімпійських та параолімпійських ігор, чемпіонатів світу та Європи.
За 29 років діяльності університет підготував понад 35 000 висококваліфікованих спеціалістів, які отримали дипломи державного зразка.
Міжнародний економіко-гуманітарний університет тісно співпрацює з вищими навчальними закладами США, Польщі, Угорщини, Литви, Словаччини, Чехії та Білорусі. Студенти мають унікальну можливість паралельно здобувати освіту за європейськими програмами в університеті Яноша Кодолані у м. Секешфехерварі (Угорщина).

## Факультети та інститути
Нині в університеті функціонує 9 факультетів, а саме:
- Географії, історії та туризму;
- Економічний;
- Європейської освіти;
- Журналістики;
- Здоров'я, фізичної культури і спорту;
- Історико-філологічний;
- Кібернетики;
- Педагогічний;
- Юридичний.

### Факультет Географії, історії та туризму
Наприкінці 90-х років ХХ ст. на Рівненщині постала гостра проблема із кадровим забезпеченням географії у школі та підвищені рівні географічної освіти в цілому. Відтак, вже 2001 року вперше в регіоні розпочалася підготовка фахівців за спеціальністю «Педагогіка і методика середньої освіти. Географія і біологія». Спеціальність відкрито на кафедрі екології та охорони навколишнього середовища, очолювану к.т.н., проф. Харченком Б.І. Відкриття спеціальності стало можливим також завдяки зусиллям науковців: д.геогр.н., проф.  Будза М. Д., д.пед.н., проф. Лісової С.В.,    к.с-г.н., доц. Олійника В.С. та ін. Започаткування підготовки фахівців-географів в регіоні дало поштовх до створення осередку розвитку географічної освіти на базі тодішнього Міжнародного університету «РЕГІ» імені академіка Степана Дем’янчука та створило умови для розвитку наукового потенціалу, що стало першим кроком у формуванні факультету Географії, історії та туризму.
Набутий досвід в процесі підготовки вчителів-географів та розширення кадрового складу кафедр сприяло у відкритті нових спеціальностей. Згодом на базі випускової кафедри географії і туризму факультету було ліцензовано спеціальність «Туризм» і Міжнародний економіко-гуманітарний університет ім. акад. С. Дем’янчука став першим закладом вищої освіти на теренах Рівненщини, що розпочав підготовку фахівців туристичної індустрії спочатку на рівні бакалавр, а потім і магістра.
На сучасному етапі факультет є важливим структурним підрозділом університету, що не тільки готує здобувачів вищої освіти за освітніми програмами першого (бакалаврського) та другого (магістерського) рівнів, але й відіграє важливу роль в туристично-краєзнавчій, виховній та просвітницькій діяльності університету. Саме викладачі факультету стали ініціаторами започаткування акції «Прапор університету на вершинах світу», зимової школи-семінару «Організація зимових походів та техніка безпеки в горах». На факультеті зародилися і вперше розпочали свою діяльність туристичні клуби «СалаМандри», «МЕГУ-ТУР», «PARADIZ», відкриті унікальні кабінети з геологічною та зоологічними колекціями та ін.
Спеціальності факультету:
- 242 Туризм та рекреація. Бакалавр/Магістр
- 014.07 Середня освіта (Географія). Бакалавр/Магістр
- 014.03 Середня освіта (Історія). Бакалавр/Магістр

Освітні програми:
- 242 Туризм та рекреація 
  - Туризм; (Бакалавр/Магістр)
  - Міжнародний готельнотуристичний бізнес; (Бакалавр)
- 014.07 Середня освіта (Географія)
  - Середня освіта (Географія та біологія) (Бакалавр/Магістр)
- 014 Середня освіта (Історія) (Бакалавр/Магістр)
  - Середня освіта (Історія та правознавство) (Бакалавр/Магістр)

На факультеті функціонує два кафедри:
- Кафедра географії і туризму;
- Кафедра історії.

### Економічний факультет
Економічний факультет – провідний факультет університету, створений у 1993 році. Його засновником та першим деканом був кандидат фізико-математичних наук, академік Беднарчук Дмитро Йосипович. Багаторічна робота з підготовки економістів, фінансистів, менеджерів та маркетологів дозволяє сьогодні факультету залучати до співпраці, щодо організації освітнього процесу підготовки майбутніх фахівців, наших випускників минулих років, що є керівниками великих компаній, фінансово-кредитних установ чи органів влади усіх рівнів.
Спеціальності факультету:
- 072 Фінанси, банківська справа, страхування та фондовий ринок Бакалавр/Магістр
- 073. Менеджмент Бакалавр/Магістр/Доктор філософії (PhD)
- 075. Маркетинг. Бакалавр
- 051. Економіка. Бакалавр/Магістр/Доктор філософії (PhD)

Освітні програми:
- 072 Фінанси, банківська справа, страхування та фондовий ринок
  - Державні фінанси та фінанси бізнесу (Бакалавр)
  - Управління державними фінансами та фінансами бізнесу (Магістр)
- 073. Менеджмент
  - Менеджмент організацій (Бакалавр/Магістр)
- 075. Маркетинг
  - Цифровий маркетинг (Бакалавр)
- 051 Економіка
  - Економічна безпека та аналітика (Бакалавр)
  - Економіка (Магістр)

На факультеті функціонує два кафедри:
- Кафедра економіки та фінансів;
- Кафедра менеджменту.

### Факультет Європейської освіти
Кожному відомий той факт, що правильно вибрана професія – це ключ до успішного майбутнього. Підготовка та здача ЗНО випускниками шкіл завжди є клопітким процесом і серйозним випробуванням у житті людини, але не завжди високі бали під час навчання є гарантією успішного незалежного оцінювання.. Проте, що робити, коли набрані бали є достатніми або ж так склалось, що Ви взагалі не здали іспит, який тоді шлях обрати вступ без зно? Не варто засмучуватись, адже виходом із цієї ситуації та можливістю отримати омріяну спеціальність може стати вступ до ВНЗ (ЗВО) без ЗНО в Україні. Завдяки спеціальним європейським освітнім програмам МЕГУ, стати студентом вищого навчального закладу (закладу вищої освіти) та отримати вищу освіту без ЗНО реально.

### Факультет Журналістики
Заснований у 2005 р., як окремий структурний підрозділ. Факультет готує фахівців для засобів масової інформації, інформагентств, прес-служб установ та організацій, рекламних агентств. Підготовка спеціалістів здійснюється за стаціонарною і заочною формами. На базі факультету діє єдина в Україні науково-практична лабораторія «Атомна журналістика».
Вона почала діяти у 2018 році як відповідь на нові виклики у сфері безпеки й об'єктивного інформування громадян, пов'язані із діяльністю ядерних енергетичних об'єктів України— ВП (відокремлений підрозділ) «Рівненська АЕС», ВП «Хмельницька АЕС», ВП «Запорізька АЕС», ВП «Південно-Українська АЕС». Базовими АЕС для навчання є Рівненська та Хмельницька.
Спеціальності факультету:
- 061. Журналістика. Бакалавр/Магістр/Доктор філософії (PhD)
- 021. Аудіовізуальне мистецтво та виробництво. Бакалавр

Освітні програми:
- 061. Журналістика
  - Журналістика (Бакалавр/Магістр)
- 021. Аудіовізуальне мистецтво та виробництво
  - Реклама та аудіовізуальне мистецтво (Бакалавр)

На факультеті функціонує дві кафедри:
- Кафедра соціальних комунікацій;
- Кафедра теорії і методики журналістської творчості

### Факультет Здоров'я, фізичної культури і спорту
Ідея створення факультету зародилася в академіка С.Я. Дем'янчука, який  приділяв значну увагу розвитку студентського спорту, всіляко підтримував студентів-спортсменів. Перший набір студентів на Факультет здоров'я, фізичної культури і спорту  МЕГУ було  здійснено у 1998 році.
Спеціальності факультету:
- 014.11. Середня освіта (Фізичне культура). Бакалавр/Магістр
- 227. Терапія та реабілітація. Бакалавр/Магістр
- 017. Фізична культура і спорт. Бакалавр/Магістр

Освітні програми:
- 014.11. Середня освіта (Фізичне культура).
  - Середня освіта (Фізична культура) (Бакалавр/Магістр)
- 227. Терапія та реабілітація. 
  - Фізична терапія. Ерготерапія (Бакалавр)
  - Фізична терапія (Магістр)
- 017. Фізична культура і спорт. 
  - Фізична культура і спорт (Бакалавр/Магістр)
  - Фізкультурно-спортивна реабілітація (Бакалавр/Магістр)

На факультеті функціонує три кафедри:
- Кафедра здоров’я людини та фізичної терапії;
- Кафедра теорії і методики фізичного виховання та адаптивної фізичної культури;
- Кафедра фізичної культури і спорту.

### Історико-філологічний факультет
Любов до рідного слова починається з любові до історії свого народу, своєї Батьківщини. А любов до професії починається з правильного вибору спеціальності. Історія і філологія – це класичний варіант поєднання двох наук, двох споріднених спеціальностей, двох напрямів гуманітарної світи. Осередок філології та історичної науки запрошує усіх охочих поринути у світ гуманітарних наук.
Спеціальностості факультету:
- 014.01. Середня освіта (Українська мова і література). Бакалавр/Магістр.
- 014.021. Середня освіта  (Англійська мова та зарубіжна література). Бакалавр/Магістр.
- 014.028. Середня освіта (Польська мова та зарубіжна література).  Бакалавр.

Освітні програми:
- 014.01. Середня освіта (Українська мова і література).
  - Середня освіта (Українська мова і література) (Бакалавр/Магістр)
- 014.021. Середня освіта  (Англійська мова та зарубіжна література).
  - Середня освіта (Мова і література (англійська)) (Бакалавр)
  - Середня освіта (Англійська мова і література) (Магістр)
- 014.028. Середня освіта (Польська мова та зарубіжна література).
  - Польська мова і зарубіжна література в закладах освіти (Бакалавр)

На факультеті функціонує три кафедри:
- Кафедра іноземних мов;
- Кафедра романо-германської філології;
- Кафедра української мови та літератури.

### Факультет Кібернетики
Сучасний період розвитку інформаційного суспільства характеризується активним використанням цифрових технологій, електронних послуг, безпровідних технологій зв’язку, кібер-виробництв, кібер-систем та кібер-машин, створенням ІТ-продуктів. Широке застосування на світовому рівні новітніх інформаційно-комунікаційних технологій потребує фахівців у галузі високих технологій, розумних об’єктів та їх мереж, цифрових автоматизованих систем керування, цифрової комунікації.
Факультет кібернетики для забезпечення готовності здобувачів вищої освіти до цифрової модернізації життєдіяльності формує інформаційно-цифрові компетентності, які сприятимуть працевлаштуванню випускників в діджиталізованому середовищі та цифровому ІТ-ринку. На сьогодні на світовому ринку праці кількість ІТ-вакансій перевищує чисельність ІТ-фахівців, ІТ-компаніям не вистачає програмістів і комп’ютерщиків.
Спеціальностості факультету:
- 014. Середня освіта (Інформатика). Бакалавр/Магістр
- 121. Інженерія програмного забезпечення. Бакалавр
- 122. Комп'ютерні науки. Бакалавр/Магістр/Доктор філософії (PhD)
- 126. Інформаційні системи та технології. Бакалавр

Освітні програми:
- 014. Середня освіта (Інформатика). 
  - Середня освіта (Інформатика та математика) (Бакалавр/Магістр)
- 121. Інженерія програмного забезпечення. 
  - Інженерія програмного забезпечення Інтернету речей (Бакалавр)
- 122. Комп'ютерні науки. Бакалавр/Магістр/Доктор філософії (PhD)
  - Комп'ютерні науки та кіберзахист (Бакалавр)
  - Комп'ютерні науки та інформаційні технології (Магістр)
- 126. Інформаційні системи та технології. Бакалавр
  - Робототехніка та цифрові технології (Бакалавр)

На факультеті функціонує дві кафедри:
- Кафедра інформаційних систем та обчислювальних методів;
- Кафедра математичного моделювання.

### Педагогічний факультет
Спеціальностості факультету:
- 012. Дошкільна освіта. Бакалавр/Магістр
- 053. Психологія. Бакалавр/Магістр
- 013. Початкова освіта. Бакалавр/Магістр
- 231. Соціальна робота. Бакалавр

Освітні програми:
- 012. Дошкільна освіта. 
  - Дошкільна освіта (Бакалавр/Магістр)
- 053. Психологія. 
  - Психологія (Бакалавр/Магістр)
- 013. Початкова освіта. 
  - Початкова освіта (Бакалавр/Магістр)
- 231. Соціальна робота. Бакалавр
  - Соціально-психологічна реабілітація (Бакалавр)

На факультеті функціонує три кафедри:
- Кафедра загальної педагогіки та дошкільної освіти;
- Кафедра теорії та методики дошкільної освіти;
- Кафедра психології.

### Юридичний факультет
Створення правничого факультету – мрія засновника університету, академіка Степана Якимовича Дем’янчука. В грудні 2003 року ця мрія збулась. На базі кафедри «Правознавства», де на той час працювало 10 викладачів, в тому числі 5 кандидатів юридичних наук, була створена ініціативна група, яка в короткий термін підготувала всю необхідну документацію та навчальні аудиторії. Як результат цієї роботи - університет отримав ліцензію на підготовку 50-ти юристів освітньо-кваліфікаційного рівня «бакалавр». Нині на юридичному факультеті МЕГУ навчається понад 300 студентів двох спеціалізацій – кримінально-правової та цивільно-правової. Університет отримав ліцензію на підготовку 50-ти фахівців рівня вищої освіти  «магістр».
Спеціальності факультету:
- 081. Право. Бакалавр/Магістр/Доктор філософії (PhD)

Освітні програми:
- 081. Право.
  - Право (Бакалавр/Магістр)

На факультеті функціонує три кафедри:
- кафедра теорії  держави і права та філософії;
- кафедра цивільно-правових дисциплін;
- кафедра кримінального права і правосуддя.

## Міжнародні зв'язки
Міжнародний економіко–гуманітарний університет імені академіка С. Дем'янчука входить в десятку кращих закладів вищої освіти України приватної форми власності. Упродовж майже тридцяти років існування університету міжнародна співпраця та налагодження зв'язків з навчальними та науковими установами Європи є пріоритетним напрямом діяльності. Міжнародне співробітництво здійснюється у галузях проведення міжнародних науково-практичних конференцій, обміну викладачів та студентів, видавництва спільних збірників наукових праць, випуску спільних науково-публіцистичних журналів, навчання студентів університету за кордоном, організації семінарів, виставок, симпозіумів, співпраці з міжнародними фондами, урядовими та неурядовими представництвами.

## Виховна робота

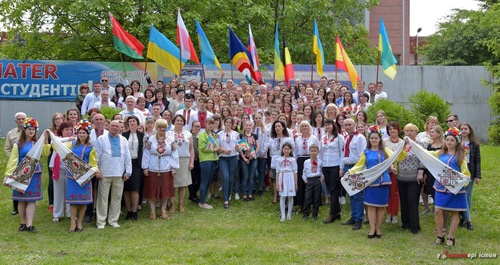

Стратегічні цілі державної політики в галузі освіти, створення в Україні нових демократичних інститутів, становлення системи цінностей, яка інтегрує традиційні ідеали української культури та європейські цінності прав і свобод особистості, нове переосмислення й засвоєння потенціалу української гуманітарної культури зумовлюють формування нового підходу до виховання студентської молоді. Сучасний етап розвитку суспільства потребує особливої уваги до формування духовної сфери випускника вищої школи. Сьогодні як ніколи вимагається створення умов для прояву вільної, творчої і моральної особистості, яка володіє інтелігентністю у повному об'ємі її класичних якостей. Становлення такої особистості можливе тільки при збереженні і відродженні духовно-історичних цінностей своєї країни, пріорітетного розвитку культури, науки і освіти як необхідних джерел прогресу суспільства з гарантованим майбутнім. Формування національної інтелігенції, сприяння збагаченню і оновленню інтелектуального генофонду нації, виховання її духовної еліти - завдання, що стоїть перед вищими навчальними закладами на одному рівні з підготовкою висококваліфікованих фахівців. Стрижнем усієї системи виховання в Україні є національна ідея, яка відіграє роль об'єднуючого консолідуючого фактора у суспільному розвитку, спрямованого на вироблення життєвої позиції людини, становлення її як особистості, як громадянина своєї держави. Національний характер виховання полягає у формуванні молодої людини як громадянина України незалежно від її етнічної приналежності.

## Випускники
- Ціздин Уляна Юріївна (* 1992) — українська спортсменка. Майстер спорту України міжнародного класу з пауерліфтингу.
- Мельник Петро Петрович  — Голова асоціації випускників університету. У 2000 р. закінчив Міжнародний економіко-гуманітарний університет імені академіка Степана Дем’янчука – спеціальність економіст.
- Тетяна Бідюк — Заступник голови асоціації випускників університету.

## Міжнародні партнери
| НАЗВА ПАРТНЕРА                                                              | КРАЇНА, МІСТО                 |
| --------------------------------------------------------------------------- | ----------------------------- |
| Великопольська академія соціально-економічних наук                          | Польща, Сьрода Велькопольська |
| Краківська Академія імені Анджея Фрича Моджевського                         | Польща, Краків                |
| Університет імені Марії Кюрі-Склодовської в Любліні                         | Польща, Люблін                |
| Академія Полонійна в Ченстохові                                             | Польща, Люблін                |
| Університет економіки в Бидгощі                                             | Польща, Бидгощі               |
| Університет імені Яноша Кодолані                                            | Угорщина, Шекефехервар        |
| Університет Ніредьхаза                                                      | Угорщина, Ньїредьгаза         |
| Академія Європейської освіти                                                | Грузія, Тбілісі               |
| Європейський Університет                                                    | Грузія, Тбілісі               |
| Університет імені Томаса Бата                                               | Чехія, Злін                   |
| Вища школа політичних та суспільних наук                                    | Чехія,                        |
| Економічний університет в Братиславі                                        | Словадчина, Братислава        |
| Європейський інститут подальшої освіти                                      | Словадчина,                   |
| Жилінський університет                                                      | Словадчина,                   |
| Академія професійної освіти Меркур, НПО                                     | Словадчина,                   |
| Вища школа Артезіс в Антверпені                                             | Бельгія,                      |
| Вища школа Вісмару, Університет прикладних наук: технології, бізнес, дизайн | Німеччинна,                   |
| Університет Гостинності                                                     | Німеччинна,                   |
| Навчальний центр «Престиж»                                                  | Іспанія,                      |
| Університет Бат Спа Bath Spa University                                     | Велика Британія,              |
| Інститут Кримінального Права та Прикладної Кримінології                     | Молдова,                      |

## Рекомендована література
- Леонова В. Перша лабораторія «атомної журналістики»/В. Леонова // Голос України, 2019. т.20 вересня (№ 179).-С. С. 7